# Gymnosiphon divaricatus
Gymnosiphon divaricatus là một loài thực vật có hoa trong họ Burmanniaceae. Loài này được (Benth.) Benth. & Hook.f. mô tả khoa học đầu tiên năm 1883.